# Aéroport d'Altamira
L'aéroport d'Altamira (code IATA : ATM • code OACI : SBHT) est l'aéroport d'Altamira au Brésil.
Il est exploité par Infraero.

## Historique
L'aéroport a été inauguré en 1979.

## Situation
L'aéroport est situé à 7 km du centre-ville d'Altamira.
| \| 200 km1:42 212 000 \| São Paulo-Guarulhos São Paulo-Congonhas Brasília Rio-Galeão Belo Horizonte Campinas Rio-Santos-Dumont Recife Porto Alegre Salvador Fortaleza Curitiba Florianópolis Belém Vitória Goiânia Manaus Navegantes |
| 200 km1:42 212 000 |

## Accidents et incidents
- 6 juin 1990 : un TABA Fairchild Hiller FH-227 volant de Belém-Val de Cans à Altamira est entré en collision avec des arbres et s'est écrasé à 850m de la piste. Sur les 41 passagers et membres d'équipage, 23 sont morts[1],[2].
- 25 janvier 1993 : un TABA Fairchild Hiller FH-227 au départ de Belém-Val de Cans et prévu pour atterrir à Altamira s'est écrasé dans la jungle, près d'Altamira, au cours des procédures d'approche. Le bilan est de 3 morts[3].

## Compagnies et destinations
| Compagnies              | Destinations                                                      |
| ----------------------- | ----------------------------------------------------------------- |
| Azul Brazilian Airlines | Belém, Carajás, Manaus, Parintins, Porto Trombetas (pt), Santarém |
| MAP Linhas Aéreas       | Belém, Manaus, Parintins, Santarém                                |
| Piquiatuba              | Belém, Itaituba, Novo Progresso, Santarém                         |

Édité le 10/04/2018